# 神明町東
神明町東（しんめいちょうひがし）は、大阪府堺市堺区にある地名。2024年現在の行政地名は神明町東一丁から神明町東三丁。住居表示は実施済。

## 地理
堺区の中央部に位置する。南西は宿屋町東、南東は北庄町、南庄町、北東は九間町東、北西は神明町西に接する。北西から順に一丁から三丁がある。

## 歴史

### 沿革
- 1872年（明治5年）、神明山口町・神明寺町・神明農人町・北御坊町より神明町東成立。堺町のうち。
- 1879年（明治12年）、郡区町村編制法施行により、堺区の所属となる。
- 1889年（明治22年）、市制施行により、堺市の所属となる。
- 1932年（昭和7年）、一部を南庄町1 - 2丁に編入。
- 1959年（昭和34年）、神明町の一部を編入[6]。
- 2006年（平成18年）、堺市が政令指定都市に移行し、行政区を設置。神明町東は堺区の所属となる。

## 世帯数と人口
2024年（令和6年）7月31日現在の世帯数と人口は以下の通りである。
| 丁           | 世帯数  | 人口  |
| ------------ | ------- | ----- |
| 神明町東一丁 | 115世帯 | 201人 |
| 神明町東二丁 | 45世帯  | 105人 |
| 神明町東三丁 | 32世帯  | 73人  |
| 計           | 192世帯 | 379人 |

### 人口の変遷
国勢調査による人口の推移。
| 1995年（平成7年）  | 407人 | [ 7 ]  |  |
| 2000年（平成12年） | 485人 | [ 8 ]  |  |
| 2005年（平成17年） | 435人 | [ 9 ]  |  |
| 2010年（平成22年） | 403人 | [ 10 ] |  |
| 2015年（平成27年） | 396人 | [ 11 ] |  |
| 2020年（令和2年）  | 371人 | [ 12 ] |  |

### 世帯数の変遷
国勢調査による世帯数の推移。
| 1995年（平成7年）  | 136世帯 | [ 7 ]  |  |
| 2000年（平成12年） | 172世帯 | [ 8 ]  |  |
| 2005年（平成17年） | 172世帯 | [ 9 ]  |  |
| 2010年（平成22年） | 168世帯 | [ 10 ] |  |
| 2015年（平成27年） | 179世帯 | [ 11 ] |  |
| 2020年（令和2年）  | 181世帯 | [ 12 ] |  |

## 学区
市立小・中学校に通う場合、学区は以下の通りとなる。
| 丁           | 番   | 小学校         | 中学校             |
| ------------ | ---- | -------------- | ------------------ |
| 神明町東一丁 | 全域 | 堺市立錦小学校 | 堺市立殿馬場中学校 |
| 神明町東二丁 | 全域 | 堺市立錦小学校 | 堺市立殿馬場中学校 |
| 神明町東三丁 | 全域 | 堺市立錦小学校 | 堺市立殿馬場中学校 |

## 事業所
2021年（令和3年）現在の経済センサス調査による事業所数と従業員数は以下の通りである。
| 丁           | 事業所数 | 従業員数 |
| ------------ | -------- | -------- |
| 神明町東一丁 | 5事業所  | 12人     |
| 神明町東二丁 | 11事業所 | 43人     |
| 神明町東三丁 | 10事業所 | 80人     |
| 計           | 26事業所 | 135人    |

## 交通

### 鉄道
- 阪堺電気軌道阪堺線 - 神明町停留場

### バス
- 南海バス[15]
  - 16・61系統：神明町

### 道路
- 大道筋（堺市道大道筋）

## 施設
- 本願寺堺別院（堺御坊）
- 真宗寺
- 伝法寺
- 土居川公園

## 郵便
- 郵便番号：590-0935[3]（集配局：堺郵便局[16]）。

## ギャラリー

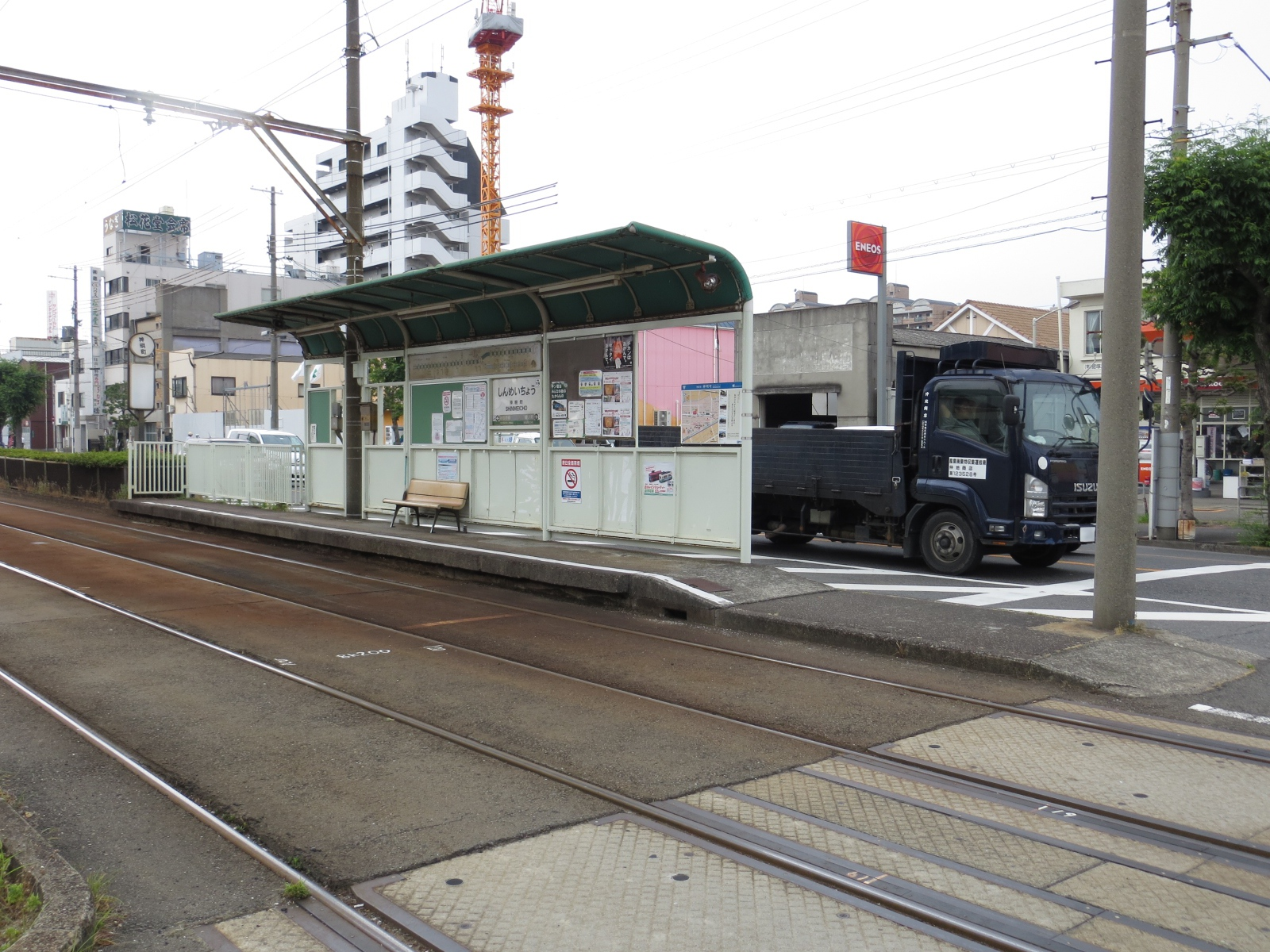
阪堺電気軌道阪堺線 神明町停留場